# Pescuitorii în apă tulbure (roman)
Pescuitorii în apă tulbure (titlul original: în franceză La Rabouilleuse) este un roman de Honoré de Balzac publicat în 1842, făcând parte din ciclul „Comedia umană”.

## Titlul
„La Rabouilleuse” este porecla lui Flore Brazier folosită la spatele ei de oamenii din Issoudun. Max se supără când unii dintre prietenii lui îl folosesc în conversație. Termenul se poate traduce prin „pescăreasa”. Porecla este o referire la slujba pe care ea a făcut-o când era tânără când și-a ajutat unchiul să prindă raci de râu, stârnind („rabouiller”) pârâiele. Asta s-a întâmplat înainte de a deveni slujitoare la familia Rouget.

## Traduceri în limba română
- Honoré de Balzac, Pescuitorii în apă tulbure, tradus de Rose Hefter, București, 1962: Editura: pentru Literatură Universală, 716 pag.;

## Ecranizări
- 1944 La Rabouilleuse – film francez, regia Fernand Rivers
- 1960 Pescuitori în apă tulbure (Les Arrivistes), de Louis Daquin
- 1963 La Rabouilleuse – film de televiziune francez, regia François Gir